# Sue Stewart
Susan Laurrine Stewart, detta Sue (Toronto, 14 novembre 1969), è un'ex cestista canadese.

## Carriera
Con il Canada ha disputato i Giochi olimpici di Atlanta 1996, i Campionati mondiali del 1994 e tre edizioni dei Campionati americani (1993, 1995, 1997).